# 斯圖普尼克
49°44′32″N 28°17′27″E / 49.74222°N 28.29083°E
斯圖普尼克（烏克蘭語：Ступник），是烏克蘭的村落，位於該國西南部文尼察州，由赫梅利尼克區負責管轄，面積1.6平方公里，海拔高度277米，2001年人口404，人口密度每平方公里252.5人。